# پاکیسوکوس
پاکیسوکوس (نام علمی: Pachysuchus) نام یک سرده از راسته خزنده‌کفلان است.